# Ayron del Valle
Ayron del Valle (Magangué, Bolívar, 27 de enero de 1989) es un futbolista colombiano. Juega como delantero. Actualmente milita en Alianza Valledupar FC de la Categoría Primera A de Colombia.

## Trayectoria

### Expreso Rojo y Real Cartagena
Ayron Del Valle inició su carrera deportiva en las divisiones inferiores del Expreso Rojo de Sincelejo de la Primera B, debutando en la temporada 2006 bajo la conducción de la dupla técnica Hubert Bodhert y 'Chino' González Scott.
Posteriormente, fue transferido al Real Cartagena, donde volvió a ser dirigido por Hubert Bodhert. Disputó 25 partidos y anotó seis goles antes de marcharse del conjunto heroico rumbo al Independiente Medellín, solicitado por la dupla 'Sachi' Escobar - Leonel Álvarez.

### Independiente Medellín
Del Valle tuvo dos etapas con el Independiente Medellín. En la primera, alcanzó el subcampeonato del Finalización 2008, registrando cuatro goles (dos en Copa Colombia y dos en Liga). Su segundo paso por la institución se dio en el Finalización 2013.

### Real Cartagena, Huila y Once Caldas
Del Valle regresó al Real Cartagena, donde marcó tres goles en la Copa Colombia 2009. Luego tuvo un paso destacado por el Atlético Huila y por el Once Caldas, club con el que fue subcampeón del Finalización 2011, anotando cinco goles.

### Pasto, Tolima y Alianza
Posteriormente, integró las filas de varios clubes del fútbol colombiano: Deportivo Pasto, Deportes Tolima y Alianza Petrolera. En este último se destacó por sus goles y asistencias, consolidando su nombre en el FPC.

### América de Cali
En 2015 firmó con el América de Cali, equipo que buscaba el ascenso. Aunque su llegada generó dudas al principio, Del Valle se convirtió en figura y máximo goleador del torneo con 30 tantos, convirtiéndose en el goleador histórico de la Primera B, superando a Blas Pérez por una anotación. El 2 de marzo de 2015 anota su primer hat-trick en la goleada 3 a 0 sobre Valledupar FC. El 2 de marzo de 2015 marcó su primer hat-trick en la victoria 3-0 sobre Valledupar FC. El 5 de octubre repitió la hazaña al anotar tres goles en el triunfo 3-1 frente a Itagüí Leones, siendo la figura del encuentro.

### Millonarios

#### 2016
Para el segundo semestre del 2016 llegaría como gran refuerzo a Millonarios F.C. en lugar del también atacante Jonathan Agudelo. Debutaría el 2 de julio en la derrota por la mínima frente a Patriotas FC jugando una parte del segundo tiempo. Su primer gol lo anotaría el 17 de julio en su segundo partido dándola la victoria al cuadro albiazul por la mínima frente a Alianza Petrolera.

El 14 de septiembre marca el gol de la victoria como visitantes contra Boyacá Chicó. Su primer doblete lo haría el 23 de octubre en la victoria como visitantes 3 a 2 sobre el Cortulua marcando uno por la vía del penal.

El 27 de noviembre completa ocho partido seguidos marcando gol en la victoria 2 a 1 sobre Atlético Nacional por el partido de ida de los cuartos de final del Torneo Finalización. Al culminar el Finalización 2016 Ayron tuvo un registro de 22 partidos donde convirtió 12 goles.

#### 2017
Su primer gol del 2017 lo hace el 22 de febrero en la goleada 3 por 0 sobre el Deportes Tolima, marca el gol de la victoria 2 por 1 como visitantes sobre Envigado FC. El 31 de mayo marca de tiro penal el gol del empate a dos goles contra el Atlético Bucaramanga por el partido de ida de los cuartos de final del Apertura, al final caen eliminados en semifinales contra Atlético Nacional. 

El 16 de septiembre marca su primer gol en el Torneo Finalización en la caída 3-2 en casa de Atlético Nacional, ocho días después le da la victoria por la mínima a su equipo en los últimos minutos contra el Deportivo Pasto, a los cinco días marca el gol de la victoria por la mínima contra Envigado FC, vuelve a marcar doblete el 22 de octubre dándole los tres puntos a su club en la victoria 2 a 0 sobre el Once Caldas, el 18 de noviembre marca dos goles en la goleada 5 por 1 sobre el Deportivo Cali saliendo como la figura del partido. El 7 de diciembre marca su último gol del año en la victoria 2-1 contra el América de Cali por las ida de las semifinales. Al final bajo las órdenes del profesor Miguel Ángel Russo, serían campeones del Torneo Finalización 2017 derrotando 3 a 2 en el global a su rival de patio Independiente Santa Fe logrando la estrella 15, Ayron sería el goleador del club con 11 goles, además ganando el botín de oro.

#### 2018
Su primer gol de la nueva temporada lo hace en el debut de Liga el 4 de febrero marcando el empate a un gol contra Boyacá Chicó, a los tres días se corona campeón de la Superliga de Colombia 2018 derrotando en Medellín a Atlético Nacional 2 por 1. El 4 de marzo hace efectiva la ley del ex en el 3 a 1 sobre el América de Cali. El 17 de abril anota su primer hat-trick con Millonarios y a nivel internacional siendo la figura del partido en la goleada 4 por 0 sobre el ACD Lara por la tercera fecha de la Copa Libertadores 2018. El 24 de abril marca en la caída 2-1 en Venezuela contra ACD Lara completando cuatro goles en la Copa Libertadores 2018.

El 26 de julio marca el empate a un gol contra General Díaz por la ida de los 16avos de final de la Copa Sudamericana 2018, vuelve y marca en la vuelta en la goleada 4 por 0 y clasificando a los octavos de final. El 2 octubre quedan eliminados por Independiente Santa Fe en los octavos de final de la Copa Sudamericana terminando como el goleador internacional con seis goles. El 25 de agosto marca los dos goles del 2 por 0 como visitantes contra el América de Cali marcando el gol más rápido en la historia de Millonarios a los 10 segundos del partido. El 15 de octubre marca el gol de la victoria por la mínima como visitantes sobre Deportivo Pasto. Su primer gol de tiro libre lo hace el 21 de octubre para abrir el marcado contra Envigado FC como visitantes, al final ganarían 2 por 1.

### Querétaro F.C.
El 15 de enero de 2019 se confirma su traspaso al Querétaro FC de la Primera División de México, siendo así su primera experiencia internacional. Debuta el 19 de enero en la derrota como locales contra el CF Monterrey ingresando en el segundo tiempo. El 23 de enero marca su primer gol por la Copa México en la goleada 4 por 0 como visitantes sobre Atlético Zacatepec. El 28 de abril marca el gol de la victoria al último minuto 2 por 1 sobre los Tiburones Rojos de Veracruz.

### Millonarios F.C.
El 26 de diciembre de 2019 se confirma que, luego de no ser ejercida la opción de compra por parte del Querétaro FC, el delantero regresa a Millonarios, incorporándose a la pretemporada el 3 de enero de 2020. Su primer gol desde su regreso lo marca el 15 de febrero en la victoria 2 por 1 sobre Boyacá Chico. El 16 de noviembre marca un hat-trick en la goleada 6 por 1 sobre Alianza Petrolera siendo la gran figura del partido.

### Once Caldas
Luego de días de especulación, el delantero llegó a un acuerdo para incorporarse al Once Caldas en calidad de préstamo por un año. Su llegada se hizo oficial el 20 de enero, durante la presentación de la plantilla en el estadio Palogrande.

### Selangor F.C.
Para la Temporada 2023, fichó con el Selangor de Malasia junto al venezolano Yohandry Orozco. Anotó 25 goles: 23 en la Superliga de Malasia y 2 en la Copa de Malasia, consagrándose como el máximo goleador de la Superliga de Malasia 2023.

## Estadísticas
Actualizado al ultimo partido jugado 13-06-2025.
| Club                              | Div.                | Temporada           | Liga  | Liga  | Liga   | Copas | Copas | Copas  | Internacional | Internacional | Internacional | Total | Total | Total  | Prom. · |
| Club                              | Div.                | Temporada           | Part. | Goles | Asist. | Part. | Goles | Asist. | Part.         | Goles         | Asist.        | Part. | Goles | Asist. | Prom. · |
| --------------------------------- | ------------------- | ------------------- | ----- | ----- | ------ | ----- | ----- | ------ | ------------- | ------------- | ------------- | ----- | ----- | ------ | ------- |
| Expreso Rojo · Colombia           | 2ª                  | 2006                | 20    | 2     | 0      | —     | —     | —      | —             | —             | —             | 20    | 2     | 0      | 0,10    |
| Real Cartagena · Colombia         | 1ª                  | 2007                | 25    | 6     | 0      | —     | —     | —      | —             | —             | —             | 25    | 6     | 0      | 0,24    |
| Independiente Medellín · Colombia | 1ª                  | 2008                | 9     | 1     | 0      | —     | —     | —      | —             | —             | —             | 9     | 1     | 0      | 0,11    |
| Independiente Medellín · Colombia | 1ª                  | A-2009              | 15    | 2     | 0      | 2     | 2     | 0      | 1             | 0             | 0             | 18    | 4     | 0      | 0,12    |
| Real Cartagena · Colombia         | 1ª                  | F-2009              | 12    | 0     | 1      | 3     | 3     | 0      | —             | —             | —             | 15    | 3     | 1      | 0,26    |
| Real Cartagena · Colombia         | Total club          | Total club          | 37    | 6     | 1      | 3     | 3     | 0      | 0             | 0             | 0             | 40    | 9     | 1      | 0,27    |
| Atlético Huila · Colombia         | 1ª                  | 2010                | 35    | 8     | 2      | —     | —     | —      | 4             | 0             | 0             | 39    | 8     | 2      | 0,20    |
| Atlético Huila · Colombia         | 1ª                  | A-2011              | 17    | 3     | 2      | 6     | 0     | 0      | —             | —             | —             | 23    | 3     | 2      | 0,13    |
| Atlético Huila · Colombia         | Total club          | Total club          | 52    | 11    | 4      | 6     | 0     | 0      | 4             | 0             | 0             | 62    | 11    | 2      | 0,17    |
| Once Caldas · Colombia            | 1ª                  | F-2011              | 21    | 4     | 7      | —     | —     | —      | —             | —             | —             | 21    | 4     | 7      | 0,19    |
| Once Caldas · Colombia            | 1ª                  | A-2012              | 11    | 0     | 0      | 6     | 1     | 0      | 2             | 0             | 0             | 19    | 1     | 0      | 0,05    |
| Deportivo Pasto · Colombia        | 1ª                  | F-2012              | 12    | 3     | 3      | 7     | 2     | 0      | —             | —             | —             | 19    | 5     | 3      | 0,26    |
| Independiente Medellín · Colombia | 1ª                  | A-2013              | 6     | 0     | 0      | 8     | 2     | 0      | —             | —             | —             | 14    | 2     | 0      | 0,14    |
| Independiente Medellín · Colombia | Total club          | Total club          | 30    | 3     | 0      | 10    | 4     | 0      | 1             | 0             | 0             | 41    | 7     | 0      | 0,17    |
| Deportes Tolima · Colombia        | 1ª                  | F-2013              | 10    | 0     | 1      | 4     | 1     | 0      | —             | —             | —             | 14    | 1     | 1      | 0,07    |
| Alianza Petrolera · Colombia      | 1ª                  | 2014                | 32    | 15    | 6      | 3     | 1     | 0      | —             | —             | —             | 35    | 16    | 6      | 0,45    |
| América de Cali · Colombia        | 2ª                  | 2015                | 39    | 30    | 9      | 2     | 0     | 0      | —             | —             | —             | 41    | 30    | 9      | 0,73    |
| América de Cali · Colombia        | 2ª                  | A-2016              | 13    | 0     | 1      | 2     | 1     | 0      | —             | —             | —             | 15    | 1     | 1      | 0,06    |
| América de Cali · Colombia        | Total club          | Total club          | 52    | 30    | 10     | 4     | 1     | 0      | 0             | 0             | 0             | 56    | 31    | 10     | 0,55    |
| Millonarios · Colombia            | 1ª                  | F-2016              | 20    | 12    | 2      | 2     | 0     | 0      | —             | —             | —             | 22    | 12    | 2      | 0,54    |
| Millonarios · Colombia            | 1ª                  | 2017                | 46    | 16    | 7      | 3     | 0     | 0      | 2             | 0             | 0             | 51    | 16    | 7      | 0,31    |
| Millonarios · Colombia            | 1ª                  | 2018                | 37    | 10    | 10     | 7     | 0     | 0      | 10            | 6             | 1             | 54    | 16    | 11     | 0,31    |
| Querétaro · México                | 1ª                  | C-2019              | 9     | 2     | 0      | 3     | 2     | 1      | —             | —             | —             | 12    | 4     | 1      | 0,33    |
| Querétaro · México                | 1ª                  | A-2019              | 17    | 2     | 1      | 2     | 0     | 0      | —             | —             | —             | 19    | 2     | 1      | 0,10    |
| Querétaro · México                | Total club          | Total club          | 26    | 4     | 1      | 5     | 2     | 1      | 0             | 0             | 0             | 31    | 6     | 2      | 0,19    |
| Millonarios · Colombia            | 1ª                  | A-2020              | 20    | 7     | 3      | 0     | 0     | 0      | 3             | 0             | 0             | 23    | 7     | 3      | 0,37    |
| Millonarios · Colombia            | Total club          | Total club          | 123   | 45    | 22     | 12    | 0     | 0      | 15            | 6             | 1             | 150   | 51    | 23     | 0,34    |
| FC Juárez · México                | 1ª                  | C-2021              | 13    | 0     | 0      | —     | —     | —      | —             | —             | —             | 13    | 0     | 0      | 0,00    |
| Venados Yucatán · México          | 2ª                  | A-2021              | 11    | 3     | 3      | —     | —     | —      | —             | —             | —             | 11    | 3     | 3      | 0,27    |
| Once Caldas · Colombia            | 1ª                  | 2022                | 35    | 11    | 3      | 3     | 1     | 0      | —             | —             | —             | 38    | 12    | 3      | 0,32    |
| Once Caldas · Colombia            | Total club          | Total club          | 67    | 15    | 10     | 9     | 2     | 0      | 2             | 0             | 0             | 78    | 17    | 10     | 0,22    |
| Selangor FC Malasia               | 1ª                  | 2023                | 26    | 23    | 5      | 7     | 2     | 1      | —             | —             | —             | 33    | 25    | 6      | 0,81    |
| Always Ready · Bolivia            | 1ª                  | A-2024              | 10    | 4     | 0      | —     | —     | —      | 9             | 0             | 0             | 19    | 4     | 0      | 0,23    |
| La Equidad · Colombia             | 1ª                  | F-2024              | 10    | 2     | 0      | 1     | 0     | 0      | —             | —             | —             | 11    | 2     | 0      | 0,18    |
| La Equidad · Colombia             | 1ª                  | A-2025              | 14    | 2     | 0      | —     | —     | —      | —             | —             | —             | 14    | 2     | 0      | 0,14    |
| La Equidad · Colombia             | Total club          | Total club          | 24    | 4     | 0      | 1     | 0     | 0      | 0             | 0             | 0             | 25    | 4     | 0      | 0,16    |
| Alianza Valledupar · Colombia     | 1ª                  | F-2025              | 1     | 1     | 0      | —     | —     | —      | —             | —             | —             | 1     | 1     | 0      | 1       |
| Total en su carrera               | Total en su carrera | Total en su carrera | 507   | 160   | 63     | 68    | 18    | 2      | 22            | 6             | 1             | 616   | 189   | 66     | 0,30    |

### Hat-tricks
| 1 | 2 de marzo de 2015      | Estadio Pascual Guerrero, Cali | América de Cali - Valledupar FC    |  | 3 - 0 | Primera B 2015         |
| 2 | 5 de octubre de 2015    | Estadio Pascual Guerrero, Cali | América de Cali - Itagüí Leones    |  | 3 - 1 | Primera B 2015         |
| 3 | 17 de abril de 2018     | Estadio El Campin, Bogotá      | Millonarios FC - ACD Lara          |  | 4 - 0 | Copa Libertadores 2018 |
| 4 | 16 de noviembre de 2020 | Estadio El Campin, Bogotá      | Millonarios FC - Alianza Petrolera |  | 6-1   | Primera A 2020         |
| 5 | 7 de junio de 2023      | Estadio Sultan Mohammad IV     | Kelantan United - Selangor         |  | 1-7   | Superliga de Malasia   |
| 6 | 25 de agosto de 2023    | Estadio Sultan Mohammad IV     | Kelantan FA - Selangor             |  | 2-11  | Superliga de Malasia   |

## Palmarés

### Campeonatos nacionales
| Título                | Club        | País     | Año  |
| --------------------- | ----------- | -------- | ---- |
| Torneo Finalización   | Millonarios | Colombia | 2017 |
| Superliga de Colombia | Millonarios | Colombia | 2018 |

### Distinciones individuales
| Distinción                                                              | Año  |
| ----------------------------------------------------------------------- | ---- |
| Goleador de la Primera B (30 goles)                                     | 2015 |
| Mejor Jugador Alcolfutpro de la Primera B                               | 2015 |
| Goleador del Torneo Finalización (12 goles)                             | 2016 |
| Mejor delantero de Colombia en el 11 ideal de la Liga Águila.           | 2016 |
| Goleador del Torneo Finalización (11 goles)                             | 2017 |
| Anotador del gol más rápido en la historia de Millonarios (10 segundos) | 2018 |
| Goleador de la Superliga de Malasia (23 goles)                          | 2023 |